# Zion Suzuki
Zion Suzuki (鈴木 彩艶), né le 21 août 2002 à Newark dans le New Jersey, est un footballeur international japonais qui évolue au poste de gardien de but à Parme Calcio.

## Biographie
Suzuki naît aux États-Unis à Newark dans le New Jersey d'un père d'origine ghanéenne et d'une mère d'origine japonaise. Il a grandi au Japon dans la préfecture de Saitama.

### Formation et début professionnel aux Urawa Red Diamonds
Zion Suzuki, après avoir effectué toute sa formation dans le club japonais des Urawa Red Diamonds, signe son premier contrat professionnel à l'âge de 16 ans et 5 mois, faisant de lui le plus jeune joueur de l'histoire du club à avoir signé un contrat professionnel.
Le 2 mars 2021, à l'occasion du match entre les Urawa Red Diamonds et le Vegalta Sendai en Coupe de la Ligue, il débute son premier match pro dans les buts du club de Saitama et trois mois plus tard il enchaînera en championnat trois matchs consécutifs sans encaisser un seul but.

### En sélection nationale
Il a fait toutes les sélections japonaises et participera à plusieurs compétitions internationales de jeunes : Coupe du monde U17 2019, Coupe du monde U20 2019 et la Coupe d'Asie U23 2022 ,,.
Le 22 juin 2021, il est sélectionné aux Jeux olympiques 2020.
Le 19 juillet 2022, à l'occasion de la Coupe d'Asie de l'Est 2022, Suzuki joue son premier match en équipe du Japon face à Hong Kong pour une victoire 6-0, les siens remporteront le tournoi.
Le 1er janvier 2023, il est retenu dans la liste des vingt-six joueurs japonais sélectionnés par Hajime Moriyasu pour disputer la Coupe d'Asie des nations 2023.

## Statistiques

### Detaillées
| Saison                | Club                  | Championnat           | Championnat | Championnat | Coupe nationale | Coupe nationale | Coupe de la Ligue | Coupe de la Ligue | Supercoupe | Supercoupe | Compétition(s) continentale(s) | Compétition(s) continentale(s) | Compétition(s) continentale(s) | Total | Total |
| Saison                | Club                  | Division              | M.          | B.          | M.              | B.              | M.                | B.                | M.         | B.         | Comp.                          | M.                             | B.                             | M.    | B.    |
| 2021                  | Urawa Red Diamonds    | J1 League             | 6           | 0           | 0               | 0               | 9                 | 0                 | -          | -          | -                              | -                              | -                              | 15    | 0     |
| 2022                  | Urawa Red Diamonds    | J1 League             | 2           | 0           | 0               | 0               | 2                 | 0                 | 0          | 0          | C1                             | 4                              | 0                              | 8     | 0     |
| 2023                  | Urawa Red Diamonds    | J1 League             | 0           | 0           | 1               | 0               | 5                 | 0                 | -          | -          | C1                             | 0                              | 0                              | 6     | 0     |
| Sous-total            | Sous-total            | Sous-total            | 8           | 0           | 1               | 0               | 16                | 0                 | 0          | 0          | -                              | 4                              | 0                              | 29    | 0     |
| 2023-2024             | Saint-Trond VV (prêt) | Jupiler Pro League    | 16          | 0           | 0               | 0               | -                 | -                 | -          | -          | -                              | -                              | -                              | 16    | 0     |
| 2023-2024             | Saint-Trond VV        | Jupiler Pro League    | 16          | 0           | 0               | 0               | -                 | -                 | -          | -          | -                              | -                              | -                              | 16    | 0     |
| Sous-total            | Sous-total            | Sous-total            | 32          | 0           | 0               | 0               | -                 | -                 | -          | -          | -                              | -                              | -                              | 32    | 0     |
| 2024-2025             | Parme Calcio 1913     | Serie A               | 28          | 0           | 0               | 0               | -                 | -                 | -          | -          | -                              | -                              | -                              | 28    | 0     |
| Total sur la carrière | Total sur la carrière | Total sur la carrière | 68          | 0           | 1               | 0               | 16                | 0                 | 0          | 0          | -                              | 4                              | 0                              | 89    | 0     |

### En sélection
| Années                | Sélection             | Phases finales             | Phases finales | Phases finales | Phases finales | Éliminatoires | Éliminatoires | Éliminatoires | Éliminatoires | Amicaux | Amicaux | Amicaux | Total | Total | Total |
| Années                | Sélection             | Comp.                      | M.             | B.             | P.d.           | Comp.         | M.            | B.            | P.d.          | M.      | B.      | P.d.    | M.    | B.    | P.d.  |
| --------------------- | --------------------- | -------------------------- | -------------- | -------------- | -------------- | ------------- | ------------- | ------------- | ------------- | ------- | ------- | ------- | ----- | ----- | ----- |
| 2022                  | Japon                 | Coupe d'Asie de l'Est 2022 | 1              | 0              | 0              | -             | -             | -             | -             | -       | -       | -       | 1     | 0     | 0     |
| 2022                  | Japon                 | Coupe du monde 2022        | -              | -              | -              | -             | -             | -             | -             | -       | -       | -       | 1     | 0     | 0     |
| 2023                  | Japon                 | -                          | -              | -              | -              | CdM 2026      | 1             | 0             | 0             | 1       | 0       | 0       | 2     | 0     | 0     |
| 2024                  | Japon                 | Coupe d'Asie 2023          | 5              | 0              | 0              | CdM 2026      | 7             | 0             | 0             | 1       | 0       | 0       | 13    | 0     | 0     |
| 2025                  | Japon                 | -                          | -              | -              | -              | CdM 2026      | 2             | 0             | 0             | -       | -       | -       | 2     | 0     | 0     |
| Total sur la carrière | Total sur la carrière | Total sur la carrière      | 6              | 0              | 0              | -             | 10            | 0             | 0             | 2       | 0       | 0       | 18    | 0     | 0     |

Le tableau suivant liste les rencontres de l'équipe du Japon dans lesquelles Zion Suzuki a été sélectionné depuis le 19 juillet 2022 jusqu'à présent :

## Palmarès

### En club
| Urawa Red Diamonds (3) |
| --- |
| - Coupe du Japon (1) - Vainqueur en 2021 - Supercoupe du Japon (1) - Vainqueur en 2022 - Ligue des champions (1) - Vainqueur en 2022 |

### En sélection
| Japon espoirs (1)                              | Japon (1)                                       |
| ---------------------------------------------- | ----------------------------------------------- |
| - Coupe d'Asie -23 ans (1) - Troisième en 2022 | - Coupe d'Asie de l'Est (1) - Vainqueur en 2022 |